# Бабайкурган
Бабайкурган (каз. Бабайқорған) — село в Сауранском районе Туркестанской области Казахстана. Административный центр Бабайкурганского сельского округа. Расположено примерно в 40 км к северу от Туркестана на берегу реки Жанакорган. Код КАТО — 512633100.

## Население
В 1999 году население села составляло 2894 человека (1434 мужчины и 1460 женщин). По данным переписи 2009 года, в селе проживало 3396 человек (1709 мужчин и 1687 женщин).